# Écordal
Écordal és un municipi francès situat al departament de les Ardenes i a la regió del Gran Est. L'any 2007 tenia 302 habitants.

## Demografia

### Població
El 2007 la població de fet d'Écordal era de 302 persones. Hi havia 120 famílies de les quals 28 eren unipersonals (24 homes vivint sols i 4 dones vivint soles), 36 parelles sense fills, 48 parelles amb fills i 8 famílies monoparentals amb fills.
La població ha evolucionat segons el següent gràfic:
Habitants censats

### Habitatges
El 2007 hi havia 154 habitatges, 118 eren l'habitatge principal de la família, 18 eren segones residències i 18 estaven desocupats. 151 eren cases i 1 era un apartament. Dels 118 habitatges principals, 99 estaven ocupats pels seus propietaris, 13 estaven llogats i ocupats pels llogaters i 6 estaven cedits a títol gratuït; 2 tenien dues cambres, 12 en tenien tres, 31 en tenien quatre i 73 en tenien cinc o més. 101 habitatges disposaven pel capbaix d'una plaça de pàrquing. A 64 habitatges hi havia un automòbil i a 44 n'hi havia dos o més.

### Piràmide de població
La piràmide de població per edats i sexe el 2009 era:
| Homes | Edats   | Dones |
| ----- | ------- | ----- |
| 0     | 95 o +  | 0     |
| 0     | 90 a 94 | 0     |
| 0     | 85 a 89 | 0     |
| 0     | 80 a 84 | 4     |
| 8     | 75 a 79 | 8     |
| 8     | 70 a 74 | 0     |
| 8     | 65 a 69 | 12    |
| 8     | 60 a 64 | 0     |
| 0     | 55 a 59 | 4     |
| 0     | 50 a 54 | 12    |
| 16    | 45 a 49 | 16    |
| 12    | 40 a 44 | 8     |
| 12    | 35 a 39 | 0     |
| 8     | 30 a 34 | 12    |
| 12    | 25 a 29 | 16    |
| 12    | 20 a 24 | 0     |
| 16    | 15 a 19 | 12    |
| 12    | 10 a 14 | 8     |
| 16    | 5 a 9   | 12    |
| 4     | 0 a 4   | 12    |

## Economia
El 2007 la població en edat de treballar era de 184 persones, 137 eren actives i 47 eren inactives. De les 137 persones actives 127 estaven ocupades (79 homes i 48 dones) i 10 estaven aturades (5 homes i 5 dones). De les 47 persones inactives 7 estaven jubilades, 12 estaven estudiant i 28 estaven classificades com a «altres inactius».

### Ingressos
El 2009 a Écordal hi havia 122 unitats fiscals que integraven 327,5 persones, la mediana anual d'ingressos fiscals per persona era de 16.729 €.

### Activitats econòmiques
Dels 8 establiments que hi havia el 2007, 1 era d'una empresa alimentària, 2 d'empreses de fabricació d'altres productes industrials, 4 d'empreses de construcció i 1 d'una empresa de comerç i reparació d'automòbils.
Dels 5 establiments de servei als particulars que hi havia el 2009, 1 era un taller de reparació d'automòbils i de material agrícola, 2 paletes, 1 lampisteria i 1 electricista.
Dels 2 establiments comercials que hi havia el 2009, 1 era una botiga de menys de 120 m² i 1 una joieria.
L'any 2000 a Écordal hi havia 10 explotacions agrícoles que ocupaven un total de 532 hectàrees.

## Equipaments sanitaris i escolars
El 2009 hi havia una escola elemental integrada dins d'un grup escolar amb les comunes properes formant una escola dispersa.

## Poblacions més properes
El següent diagrama mostra les poblacions més properes.